# Tel Shiqmonah
Tel Siqmonah est un site archéologique d'Israël situé le long de la mer Méditerranée à l'ouest de la ville de Haïfa. 
Le site est, semble-t-il, occupé dès le Bronze Ancien. Lors des fouilles, les archéologues ont trouvé un bâtiment contenant des tessons de poteries et des jarres, et de nombreux objets provenant d'une production non locale, tels que des statuettes de divinités égyptiennes ou des poteries venant de Chypre. Le site cananéen est détruit au cours du XIIIe siècle av. J.-C. Il est ré-occupé à l'Âge du Fer pour une courte période, avant d'être détruit par un incendie au Xe siècle av. J.-C. lors de la campagne militaire du pharaon Sheshonq Ier. 
Le site est à nouveau occupé au IXe siècle av. J.-C. Il est alors un centre de production d'huile pour toute la région. 
À l'époque perse, entre 500 et 300 av.J.-C., le site est occupé par les phéniciens.
Tel Siqmonah et ses alentours ont fait l'objet de fouilles archéologiques dès 1939 par le Département des Antiquités du gouvernement britannique de la Palestine. D'autres saisons de fouilles ont eu lieu dans les années 1963-1979 par le musée de Haïfa.